# Slovanská lípa
Slovanská lípa byl český národně obrozenecký spolek kulturní, politický a obchodní v revolučním roce 1848, zárodek spolků pozdějších.

## Historie
Slovanská lípa byla založena v Praze 30. dubna 1848, tedy v době vrcholícího boje za české národní obrození. Posláním tohoto spolku bylo posilovat národní uvědomění, český jazyk a slovanskou vzájemnost. Později vznikla řada jeho poboček a na jejich sjezdu, který se uskutečnil ještě téhož roku, byla založena Jednota Lip slovanských jako celozemská politická organizace. Po porážce červnového povstání a nastolení bachovského absolutismu se Lípa slovanská přeměnila v nepolitický spolek a ještě v roce 1849 zanikla.
- Pražská Slovanská lípa začala vydávat Nowiny Lípy slowanské a dvakrát týdně časopis Slowanská lípa, jehož redakci vedli Vincenc Vávra Haštalský a MUDr. Josef Podlipský, přispívala do něj mj. také Podlipského manželka Žofie. Od září do prosince 1848 vyšlo 26 čísel, pak byl časopis zastaven.
- Osamostatněním výtvarných umělců sdružených ve Slovanské lípě vznikla Jednota výtvarných umělců (1849-1856).

Činnost Slovanské lípy byla spojena s další obrozeneckou organizací nazvanou Národní výbor. Ten byl původně jako Svatováclavský výbor založen na schůzi obrozeneckých sil ve Svatováclavských lázních v Praze 11. března 1848. Svatováclavský výbor, vedený představiteli liberálního měšťanstva a inteligence, se v březnových dnech stal vůdčí silou českého politického hnutí. S příchodem radikálních demokratů byl v dubnu 1848 rozšířen na stočlenný orgán, který se pod názvem Národní výbor stal uznávanou politickou institucí. Po porážce červnového povstání, v jehož čele radikální demokraté stáli, byl Národní výbor 26. června 1848 rozpuštěn.
Čeští radikální demokraté rovněž navrhovali, aby vznikly pobočky Národního výboru také v dalších městech a obcích. To však bylo zamítnuto s odkazem na jeho poradní funkci. Podařilo se to však právě u Slovanské lípy.